# Galluis
Galluis är en kommun i departementet Yvelines i regionen Île-de-France i norra Frankrike. Kommunen ligger i kantonen Montfort-l'Amaury som tillhör arrondissementet Rambouillet. År 2022 hade Galluis 1 281 invånare.

## Befolkningsutveckling
Antalet invånare i kommunen Galluis
| Referens: INSEE |